# شینمین
شینمین (به ژاپنی: 臣民 しんみん) در نظام پادشاهی، اصطلاحی است که برای اشاره به افرادی که توسط پادشاه اداره می‌شوند، از آن استفاده می‌شود. ماده ۱۸ قانون اساسی میجی تصریح می‌کند که «الزامات رعایای ژاپنی توسط قانون تعیین می‌شود» و این اصطلاح برای اشاره به شهروندانی غیر از امپراتور و خانواده امپراتوری به کار می‌رود.